# Цуй Цзянь
Цуй Цзянь (кит.: 崔健, піньїнь: Cuī Jiàn; народився 2 серпня 1961) — китайський музикант, автор пісень, трубач і гітарист. Його часто називають «батьком китайського року».

## Раннє життя
Цуй Цзянь виріс у пекінській родині музикантів — його батько, етнічний кореєць, професійно грав на трубі, а мати була членом хореографічної трупи. Цуй Цзянь також почав вчитись грі на трубі у віці чотирнадцяти років, і в 1981 році, у двадцять років, приєднався до Пекінського симфонічного оркестру. У цей період він вперше познайомився з рок-музикою, коли його друзі контрабандою привезли самвидавні записи з Гонконгу та Бангкока . Натхненний Саймоном і Гарфанкелом і Джоном Денвером, Цуй почав вчитися грати на гітарі.
У 1984 році він створив свій перший гурт Qi He Ban (七合板, буквально «Семишарова дошка») із шістьма іншими музикантами з класичною освітою, включаючи саксофоніста/гравця на соні Лю Юань. Гурт перебував під сильним впливом The Beatles, The Rolling Stones і Talking Heads. Вони виконували власні твори — переважно софт-рок і пісні про кохання — у місцевих готелях і барах. Того ж року Цуй зі своєю групою випустив свою першу касету «Return of the Prodigal» . Альбом містив пісні з прогресивним і фолк-роковим впливом, що було  інноваційним в Китаї того часу. У 1985 році гурт випустив ще один альбом під назвою «Cui Jian with Seven-Player band». У ньому більш помітне звучання електрогітари, яка рідко використовувалася в китайській популярній музиці. 
Вихід Цуй Цзяня з групи та подальша сольна кар'єра привели до того, що він став найуспішнішим і найвпливовішим музикантом в історії китайського року. 
Цуй Цзянь вперше став знаменитим у 1986 році, коли виконав свою пісню «Nothing to My Name» на телевізійному шоу. Наступного року залишив постійну роботу в оркестрі. Його перший спільний з групою ADO альбом "Rock and Roll on the New Long March" вийшов у 1989 році.
Наприкінці 1980-х і на початку 1990-х років Цуй створив стиль, що поєднував поп, реггі, фанк, хард-рок і панк. Його пісні спирались на народні та традиційні мотиви, такі як «Північно-західний вітер» (Xibeifeng). 
У 1991 році він записав рок-адаптацію старої революційної пісні «Nanniwan». У 1988 році він виступав на концерті, який транслювався по всьому світу в зв'язку з літніми Олімпійськими іграми в Сеулі. Цуй Цзянь став першим в історії номінантом нагороди MTV International Viewer's Choice Award за свою пісню «Wild in the Snow» у 1991 році.
На його ранні роботи вплинули західні популярні музичні стилі, такі як панк та джаз. 

## Тяньаньмень і після
Цуй Цзянь досяг апогею своєї популярності під час протестів на площі Тяньаньмень у 1989 році, коли пісня «Nothing to My Name» стала неофіційним гімном протестуючих студентів. До того, як протести були жорстоко розігнані 4–5 червня, Цуй часто з’являвся зі студентами. Уер Кайсі, один із відомих лідерів руху, стверджував, що він мав великий вплив серед молодих китайців того часу.  Урядові репресії змусили багатьох рок-музикантів, у тому числі Цуй Цзяня, переховуватися в інших провінціях. Санкції виявилися тимчасовими, і Цуй незабаром повернувся до Пекіна. На початку 1990 року уряд Китаю дозволив йому розпочати свій перший рок-тур під назвою «New Long March», щоб зібрати гроші для проведення Азійських ігор 1990 року.  Було заплановано десять концертів у Чженчжоу, Ухані, Сіані, Ченду та інших. У середині туру Цуй Цзянь з’явився на сцені з червоною пов’язкою на очах перед виконанням свого відомого політичного гімну «A Piece of Red Cloth»,   , виступ припинили і скасувано решту туру. Тур все ж зміг зібрати 1 мільйон юанів для Азійських ігор 1990 року.

## Пізніша кар'єра

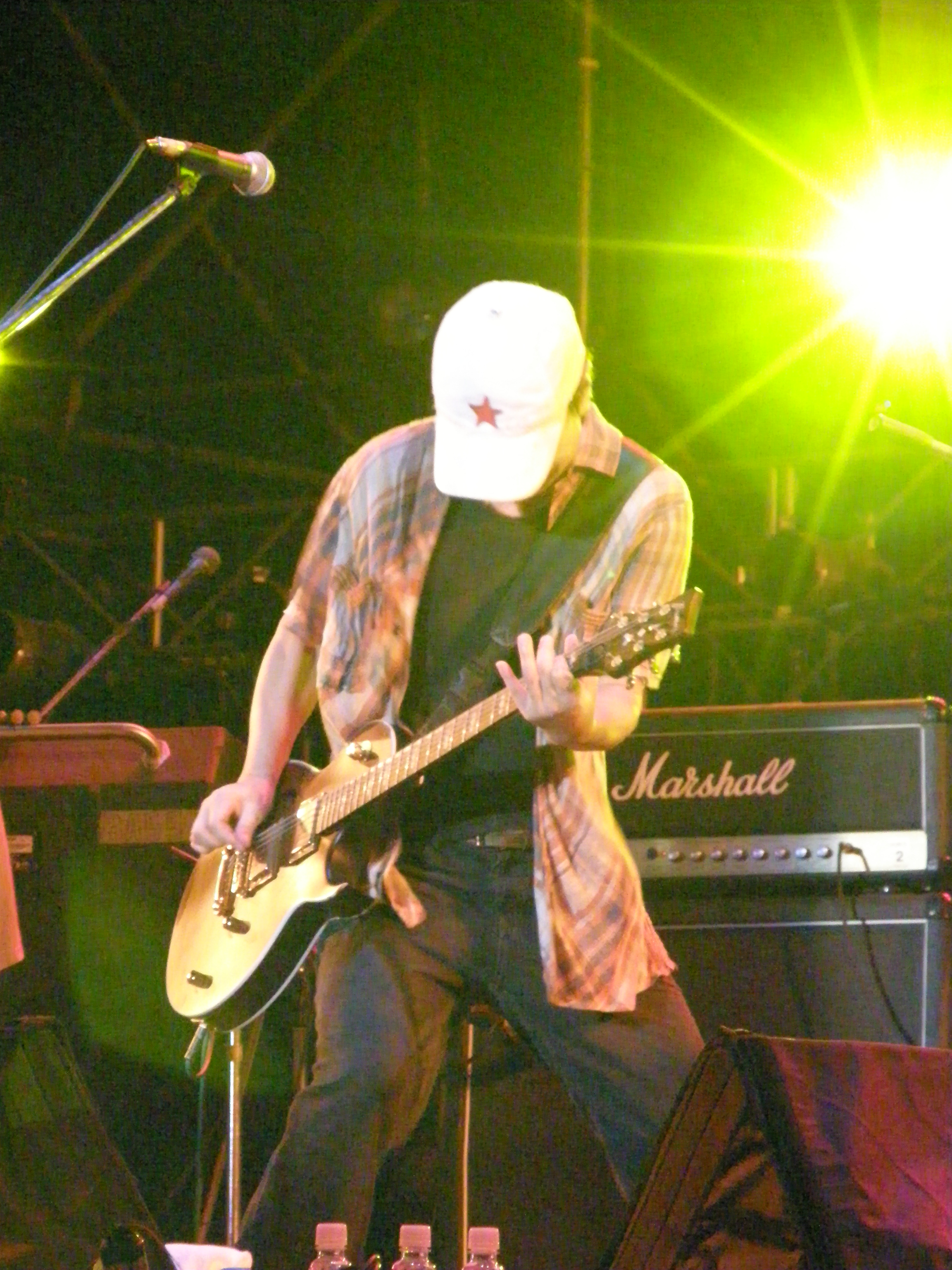
Цуй на концерті в 2007 році.

Протягом 1990-х років Цуй Цзяню було заборонено виступати на великих майданчиках у Пекіні, хоча він зміг організувати кілька концертів. В інших місцях Китаю йому дозволяли грати як у великих, так і в малих залах. Однак невдовзі музика Цуя була заборонена на всіх державних станціях.
Цуй гастролював по всьому світу, включаючи Сполучені Штати та Європу по чотири рази, і відіграв численні концерти у Східній та Південно-Східній Азії. Здатність поєднувати західний стиль музики із традиційними мотивами зробила його дуже помітною фігурою в міжнародному й донині. У 2000 році Цуї був нагороджений престижною голландською нагородою принца Клауса за позитивний вплив на широку культуру та суспільство.
У 2002 році Цуй та його менеджер Пол Фрай спільно організували Ліцзянський музичний фестиваль Snow Mountain у Ліцзяні. Після цього він відправився туром по 10 містах Німеччини, де виступав з Удо Лінденбергом, виступами з Deep Purple у Китаї та з туром по 13 містах Сполучених Штатів.

### Політична реабілітація
8 вересня 2000 року Цуй та його група виконали пісню «Flying» на Концерті проти піратства, який відбувся на Робочому стадіоні в Пекіні. Це був його перший великий виступ у столиці за 7 років. 
У 2002 році Цуй став ініціатором і продюсером на великому рок-фестивалі в Юньнані. Цей досвід започаткував в Китаї тенденцію музичних фестивалів просто неба.
На початку 2003 року Цуй отримав дозвіл відкрити концерт Rolling Stones у Пекіні. Проте через спалах ГРВІ концерт скасували.

24 вересня 2005 року Цуй нарешті отримав дозвіл виступити хедлайнером власного шоу на Beijing Capital Stadium, що означало кінець неофіційної заборони на його виступи в столиці Китаю. Це також підтвердило серйозну зміну ставлення китайського уряду до рок-музики загалом.

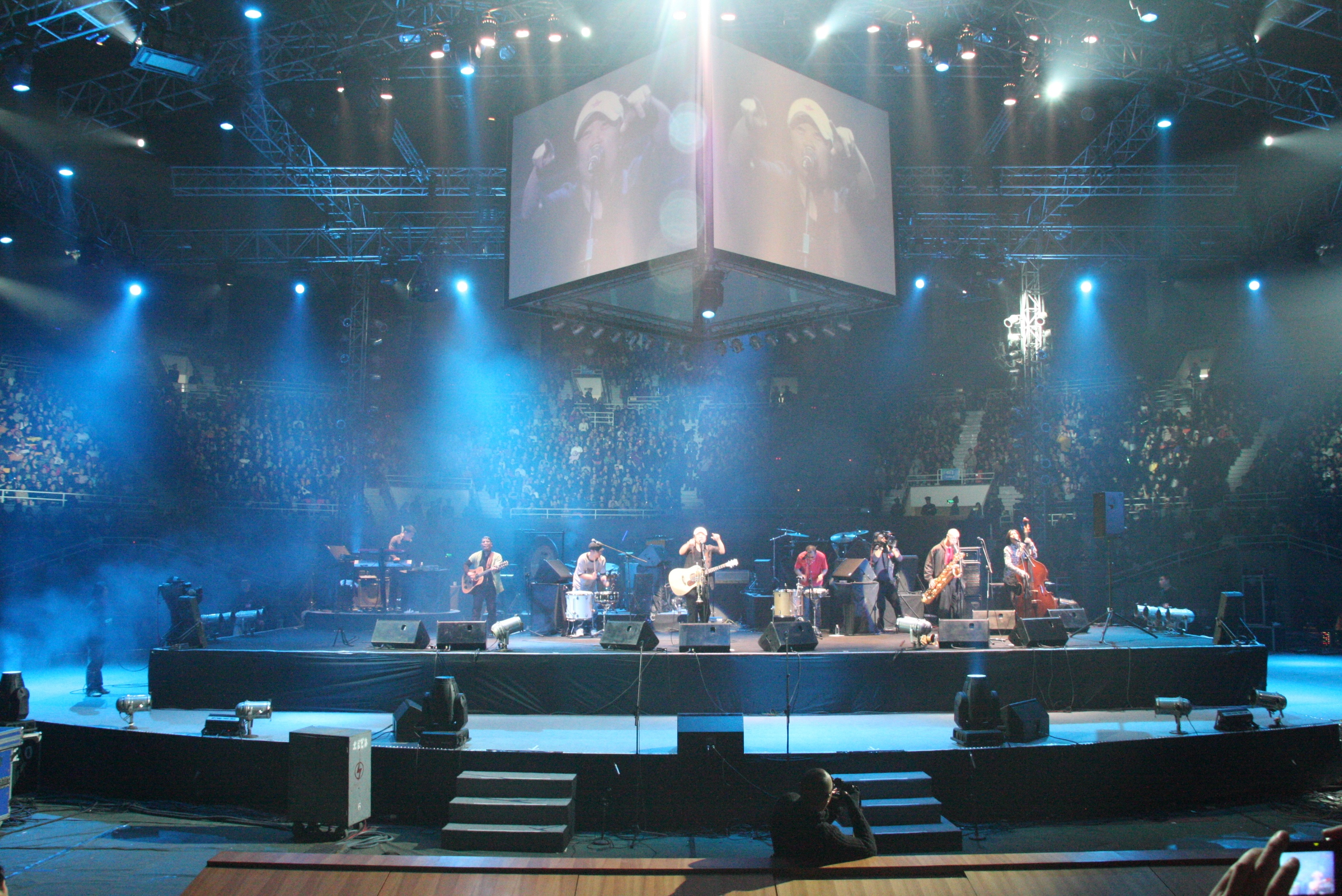
Цуй виступає на Робочому стадіоні в 2008 році.

Цуї виступив на Тайвані 8 липня 2007 року після того, як у попередні роки численні спроби виступити там були зірвані урядами обох сторін Тайванської протоки . 

## Дискографія
- 1984: Повернення блудного (浪子归; Làngzǐ guī)
- 1989: Рок-н-рол на новому довгому марші (新长征路上的摇滚; Xīn chángzhēng lùshàng de yáogǔn)
- 1991: Рішення (解决; Jiějué)
- 1994: М’ячі під червоним прапором (红旗下的蛋; Hóngqí xià de dàn)
- 1998: Сила безсилих (无能的力量; Wúnéng de lìliàng)
- 2005: Show You Color (给你一点颜色; Gěi nǐ yīdiǎn yánsè)
- 2015: Заморожене світло (光冻; Guāng dòng)
- 2021: Летючий пес (飞狗; Féi gǒu)

## Фільмографія
- 1993 – Beijing Bastards (北京杂种; Beijing Zazhong), режисер Чжан Юань, в ролі самого себе
- 2003 – Roots and Branches (我的兄弟姐妹; Wo de xiongdi jiemei), режисер Ю Чунг, в ролі батька/вчителя музики
- 2007 – The Sun Also Rises (太阳照常升起; Taiyang zhaochang shengqi), режисер Цзян Вень, в ролі друга Тана в Пекіні
- 2009 – Chengdu, I Love You (Chinese: 成都我爱你), як режисер разом із Фрут Чаном
- 2010 – Dooman River (두만강), режисер Чжан Лу, в ролі Чан-хо
- 2012 – 3D концерт Transcendence, режисер Бай Цян
- 2013 – Promise, режисер і сценарист якого він сам
- 2013 – Blue Sky Bones (кит.: 蓝色骨头), як режисер

## Дивіться також
1. 1 2  Gunde, Richard. [2002] (2002) Culture and Customs of China. Greenwood Press. ISBN 0-313-30876-4
2. ↑  Davis, Edward L. (2009). Encyclopedia of Contemporary Chinese Culture. London: Taylor & Francis. с. 118. ISBN 978-0-415-77716-2.
3. ↑  www.cuijan.com – NEWS. cuijian.com. Архів оригіналу за 26 березня 2012. Процитовано 17 березня 2012.
4. ↑  BLUM, SUSAN (2002). China off center : mapping the margins of the middle kingdom. Honolulu: University of Hawai'i Press. с. 291. ISBN 0585464022. OCLC 52763644.
5. ↑  DeWoskin, Rachel. Power of the Powerless. Words Without Borders. Процитовано 27 листопада 2013.
6. ↑  Cui Jian: The man who rocks China. The Independent. 14 листопада 2005. Процитовано 28 лютого 2009.
7. ↑  Clark, Matthew Corbin (13 лютого 2003). Birth of a Beijing Music Scene. PBS Frontline. Процитовано 28 лютого 2009.

- Вей, С. Луїза (2006). « Цуй Цзянь: Розгойдуючи Китай » (DV). Музичний документальний фільм.

- Офіційний веб-сайт Cui Jian (англ./кит.)
- «Народження пекінської музичної сцени» Метью Корбіна Кларка – супутня стаття до програми PBS Frontline «Китай у червоному».
- Цуй Цзянь на Rockinchina.com